# Potočiště
Potočiště (in tedesco Dürnbach) è una frazione di Odrava, comune ceco del distretto di Cheb, nella regione di Karlovy Vary. L'età media dei cittadini è di 43 anni.

## Geografia fisica
Nel villaggio sono state registrate 20 abitazioni, nelle quali vivono 37 persone.
Esso si trova 3,5 km ad ovest da Odrava.
Altri comuni limitrofi sono Sebenbach, Dolní Dvory, Tršnice e Jindřichov ad ovest, Vokov, Nebanice, Hněvín, Vackovec, Hartoušov, Dvorek e Milhostov a nord, Obilná e Hlínová ad est e Dřenice, Jesenice, Scheibenreuth e Stebnice a sud.
Potočiště giace su un terreno composto di argilla, sabbia, ghiaia e pirite. L'acqua si trova ad una profondità di 7-9 metri e sono presenti dodici pozzi, la maggior parte con la pompa in legno, dal 1912 anche elettrica.

## Storia
La prima menzione scritta risale al 1312. Nel 1429 il paese fu bruciato dagli Hussiti. Dal XIV al XVI secolo il villaggio ha spesso cambiato proprietario.